# Nofoali'i
Nofoali'i è un piccolo villaggio sull'isola di Upolu, nell'arcipelago di Samoa. È situato sulla costa nordoccidentale dell'isola di Upolu, tra Uta e Fasitoo; il villaggio, in particolare, è conosciuto per possedere l'aeroporto internazionale di Faleolo.

## Popolazione
La popolazione di Nofoali'i era, nel 2001, di 1.828 abitanti.